# Delfina Brea
Delfina Brea Senesi, plus connue sous le nom de Delfi Brea, née le 5 décembre 1999 à Buenos Aires (Argentine) est une joueuse de padel professionnel argentine.
Elle occupe début 2025 la 5e position du classement FIP et joue à droite aux côtés de Gemma Triay. 

## Biographie
Delfina naît à Buenos Aires et démarre le sport très jeune, avec le football, le basket-ball ou encore le handball. Mais c'est bien au tennis qu'elle performe le plus, évoluant dans ce sport jusqu'à ses 12 ans, âge auquel elle basculera au padel en grande partie sous l'impulsion de son père Fernando “Nito” Brea, joueur de padel, gérant d'un club et plus tard entraîneur renommé. Elle performera très vite dans ce sport, notamment aux côtés d'Aranzazu Osoro, future professionnelle.
Elle commence à aller dès ses 15 ans afin d'effectuer des stages d'entrainement, avant d'y déménager à ses 17 ans et d'intégrer le prestigieux circuit World Padel Tour. Elle remportera rapidement son premier titre, en catégorie Challenger, aux côtés de l'expérimentée Ana Catarina Nogueira avec qui elle atteindra la 20e position au classement mondial à 18 ans.
Elle évoluera ensuite une demi-saison aux côtés de la numéro 1 mondiale de l'époque, Mapi Sánchez Alayeto, lors de l'absence pour blessure de sa soeur Majo.
Cependant, son duo avec Beatriz González (avec qui elle avait déjà joué en 2019) s’avère être la vraie combinaison gagnante. Ensemble, les « Superpibas » atteignent régulièrement les tableaux finaux des tournois, ce qui leur permet de grimper rapidement dans le top 10 et de devenir l’une des paires favorites du circuit. Elles glanent de plus en plus de trophées, et terminent les saisons 2023 et 2024 en tant que troisième meilleure paire.
Elles se séparent fin 2024, et Delfi commence la saison 2025 avec Gemma Triay pour une association prometteuse. Les résultats ne tardent pas et elles remportent rapidement leurs premiers titres. Au Qatar, Delfina devient la première femme argentine (et même la première non-espagnole) à gagner un tournoi de catégorie Major.

## Titres

### Premier Padel
| N.º | Année | Tournoi        | Catégorie | Partenaire       | Adversaires en finale           | Résultat        |
| --- | ----- | -------------- | --------- | ---------------- | ------------------------------- | --------------- |
| 1.  | 2023  | Madrid         | P1        | Beatriz González | Ariana Sánchez Paula Josemaría  | 6-2 / 6-4       |
| 2.  | 2023  | Milan          | P1        | Beatriz González | Alejandra Salazar Sofia Araújo  | 6-0 / 7-6       |
| 3.  | 2024  | Puerto Cabello | P2        | Beatriz González | Alejandra Salazar Tamara Icardo | 6-4 / 6-3       |
| 4.  | 2024  | Bruxelles      | P2        | Beatriz González | Gemma Triay Claudia Fernández   | 6-4 / 6-4       |
| 5.  | 2024  | Séville        | P2        | Beatriz González | Ariana Sánchez Paula Josemaría  | 6-1 / 6-1       |
| 6.  | 2024  | Asunción       | P2        | Beatriz González | Claudia Fernández Gemma Triay   | 6-3 / 7-5       |
| 7.  | 2024  | Dubaï          | P1        | Beatriz González | Andrea Ustero Alejandra Alonso  | 6-2 / 6-3       |
| 8.  | 2025  | Gijón          | P2        | Gemma Triay      | Ariana Sánchez Paula Josemaría  | 0-6 / 6-1 / 6-4 |
| 9.  | 2025  | Cancún         | P2        | Gemma Triay      | Marta Ortega Sofia Araújo       | 6-3 / 6-1       |
| 10. | 2025  | Miami          | P1        | Gemma Triay      | Ariana Sánchez Paula Josemaría  | 2-6 / 6-1 / 6-4 |
| 11. | 2025  | Doha           | Major     | Gemma Triay      | Ariana Sánchez Paula Josemaría  | 6-4 / 6-4       |
| 12. | 2025  | Rome           | Major     | Gemma Triay      | Ariana Sánchez Paula Josemaría  | 6-4 / 6-4       |
| 13. | 2025  | Tarragone      | P1        | Gemma Triay      | Ariana Sánchez Paula Josemaría  | 7-6 / 6-4       |

### World Padel Tour
| N.º | Année | Tournoi                 | Catégorie    | Partenaire            | Adversaires en finale                 | Résultat        |
| --- | ----- | ----------------------- | ------------ | --------------------- | ------------------------------------- | --------------- |
| 1.  | 2018  | Arroyo de la Encomienda | Challenger   | Ana Catarina Nogueira | Carolina Navarro Cecilia Reiter       | 6-2 / 0-0, ab.  |
| 2.  | 2019  | Paris                   | Challenger   | Beatriz González      | Carolina Navarro Cecilia Reiter       | 0-6 / 6-3 / 6-2 |
| 3.  | 2019  | San Javier              | Challenger   | Beatriz González      | Carolina Navarro Cecilia Reiter       | 6-2 / 6-4       |
| 4.  | 2021  | Santander               | Open         | Tamara Icardo         | María Virginia Riera Patricia Llaguno | 6-1 / 7-5       |
| 5.  | 2021  | Valence                 | Open         | Tamara Icardo         | Alejandra Salazar Gemma Triay         | 6-7 / 6-1 / 6-4 |
| 6.  | 2023  | Copenhague              | Open 1000    | Beatriz González      | Alejandra Salazar Gemma Triay         | 6-2 / 3-6 / 6-4 |
| 7.  | 2023  | Valladolid              | Master       | Beatriz González      | Marta Ortega Gemma Triay              | 6-2 / 5-7 / 6-2 |
| 8.  | 2023  | Tampere                 | Open 1000    | Beatriz González      | Alejandra Salazar Sofia Araújo        | 6-4 / 6-1       |
| 9.  | 2023  | Malmö                   | Open 1000    | Beatriz González      | Alejandra Salazar Sofia Araújo        | 6-4 / 6-3       |
| 10. | 2023  | Mexico                  | Open 1000    | Beatriz González      | Tamara Icardo María Virginia Riera    | 6-4 / 6-2       |
| 11. | 2023  | Barcelone               | Master Final | Beatriz González      | Jessica Castelló Aranzazu Osoro       | 6-4 / 6-1       |